# Gentle Giant
Gentle Giant («кроткий великан») — британская рок-группа, образованная в 1970 году тремя братьями Шульманами, стала в 1970-х одним из характернейших коллективов прогрессивного рока. Они были известны сложностью и изысканностью своей музыки, а также разнообразными музыкальными навыками участников: все участники группы были мультиинструменталистами. Хотя группа не имела коммерческого успеха, она добилась культа.
Вдохновлённые философами древности, собственным опытом и трудами Франсуа Рабле, участники группы следовали принципу «расширять границы популярной музыки, рискуя стать крайне непопулярными», хотя эта позиция со временем существенно изменилась.
Музыка Gentle Giant считалась сложной даже по стандартам прогрессивного рока, так как она опиралась на широкий спектр музыки, включая фолк, соул, джаз и классическую музыку.

## История
Группу образовали Дерек, Рэй и Фил Шульманы в 1970 году, после того как в 1969 году они распустили свою соул/поп-группу Simon Dupree and the Big Sound. Братья взяли в состав гитариста Гэри Грина и клавишника Кери Минниара. Барабанщики в группе менялись, дольше всех на этом месте продержался Джон Уэзерс. Группа выпустила двенадцать альбомов и распалась в 1980 году.
Их ранние альбомы более эклектичны и экспериментальны, чем поздние. К 1974 году, когда у группы начала расти армия поклонников в США, они упростили свои песни (которые на фоне прочих рок-исполнителей оставались всё же очень сложными), чтобы расширить свою аудиторию. Альбомы «The Power and the Glory» и «Free Hand» попали в американский Top 50.
К 1977 году, когда течение моды сдвинуло музыкальный рынок в сторону панка и новой волны, группа перешла к более коммерческому звучанию. В 1979 году группа переехала в США, чтобы записать свой двенадцатый и самый мейнстримовый альбом «Civilian», после чего прекратила своё существование.
Gentle Giant отыграли свой последний концерт 16 июня 1980 года в Roxy Theatre в Западном Голливуде, штат Калифорния.

## Ренессанс
С 1990-х годов поднялась новая волна интереса к творчеству Gentle Giant, появились новые фан-клубы, новые издания концертных записей и ранее невыпускавшегося материала, несколько альбомов-трибьютов и провалившаяся попытка фанатов в 1997 году уговорить участников собраться и дать один концерт. Несколько молодых групп прогрессивного рока заявляют, что испытывают сильное влияние музыки Gentle Giant на своё творчество, среди таких групп Spock's Beard и Echolyn.
В 2005 году в связи с 35-летним юбилеем группы была выпущена серия заново сведённых в цифровом формате компакт-дисков с поздними альбомами в специальной упаковке и с бонусами в виде ранее не изданных концертных записей (различного качества). Многие из этих альбомов (особенно «In a Glass House») было практически невозможно купить в Северной Америке, за исключением редких импортных экземпляров. Были переизданы следующие альбомы: «In a Glass House», «The Power and the Glory», «Free Hand», «Interview», «The Missing Piece», «Playing the Fool» (концертный) и «Giant for a Day».
К огорчению поклонников, права на издание альбомов группы распределены между множеством компаний, из которых не все стараются переиздать альбомы качественно. В частности, первые четыре альбома до сих пор ждут серьёзных профессиональных переизданий. Например, титульная композиция с альбома «Acquiring the Taste» начинается с очевидного дефекта, возможно обусловленного повреждениями на мастер-ленте. И этот дефект присутствует на всех современных виниловых и CD изданиях. На сборнике 1996 года «Edge of Twilight» есть исправленная версия этой композиции.
В июле 2004 года фирмой Repertoire был переиздан первый альбом группы; в декабре 2005 года был переиздан альбом «Acquiring the Taste»; в декабре 2006 — «Octopus» в оригинальном мини-конверте работы Роджера Дина; в декабре 2007 — «Three Friends», также в мини-конверте оригинального английского выпуска.
До этого первые четыре альбома Gentle Giant были переизданы японской фирмой Universal Japan.

## Особенности музыки
Музыка Gentle Giant имеет много общего с музыкой групп прогрессивного рока того времени. Можно подчеркнуть несколько ярких особенностей:
- Часто меняющийся темп
- Нестандартные музыкальные размеры (включая полиритмию), частое использование синкоп
- Сложные мелодии, зачастую контрастные гармонии с диссонансами
- Нетрадиционное использование множества классических и средневековых музыкальных инструментов
- Музыкальные структуры, обычно ассоциируемые с классической музыкой, например фуга в «On Reflection» и мадригал в «Knots»
- Широкое использование инструментального и вокального контрапункта
- Сложно-составные вокальные гармонии
- Замысловатые тексты песен
- Концептуальные альбомы (не все)
- Разработка собственного музыкального инструмента «шульберри» (англ. Shulberry), названного в честь братьев Шульманов

Однако, несмотря на сравнительно сложное звучание, музыка Gentle Giant на самом деле довольно традиционна с точки зрения гармонии и содержит относительно немного сложных аккордов. Как и большинство прогрессивного рока 1970-х годов, композиции Gentle Giant ближе к неоклассицизму начала 20-го века, чем к современной классической музыке (некоторые песни Gentle Giant, такие как «Black Cat», «Experience» и «So Sincere», действительно используют более сложные модернистские гармонии). В целом, группа полагалась на внезапные и неожиданные композиционные повороты, чтобы стимулировать свою аудиторию, в том числе:
- полифония
- хоккетинг
- необычные аккордовые прогрессии
- разбиение и тональное переозвучивание шаблонов изначально простых аккордов (аккорды тонко изменяются от повторения к повторению)
- ускорение и замедление длительности музыкальных тем
- быстрая и частая смена тональности (иногда в пределах одного такта)
- разделение вокальных партий между разными певцами (включая разнесенные ритмы)
- грамотная обработка переходов между разделами (например, хард-роковый гитарный рифф немедленно заменяется средневековым хором)

В записи альбома Acquiring the Taste было использовано 46 музыкальных инструментов.

## Состав
- Дерек Шульман (англ. Derek Shulman) — вокал, перкуссия, гитара, бас-гитара, саксофон, флейта
- Фил Шульман (англ. Phil Shulman, 1970—1972) — саксофон, труба, мелофон, кларнет, вокал
- Рэй Шульман (англ. Ray Shulman) — бас-гитара, скрипка, альт, акустическая гитара, испанская гитара, вокал
- Гэри Грин (англ. Gary Green) — гитара, 6- и 12-струнная акустические гитары, мандолина, блок-флейта, перкуссия, литавры, вокал, бэк-вокал
- Кери Минниар (англ. Kerry Minnear) — клавишные (электроорган, электропианино, меллотрон, синтезаторы, фортепиано, клавесин, клавинет, клавикорд), виолончель, вибрафон, перкуссия, терменвокс, блок-флейта, вокал, бэк-вокал
- Мартин Смит (англ. Martin Smith, 1970—1971) — ударные, тамбурин, гонги, перкуссия
- Малкольм Мортимор (англ. Malcolm Mortimore, 1971—1972) — ударные, перкуссия
- Джон Уэзерс (англ. John Weathers, 1972—1980) — ударные, перкуссия, металлофон, ксилофон, бэк-вокал

### Инструментарий участников
| Таблица исполнителей и инструментов                                          | Таблица исполнителей и инструментов | Таблица исполнителей и инструментов | Таблица исполнителей и инструментов | Таблица исполнителей и инструментов | Таблица исполнителей и инструментов | Таблица исполнителей и инструментов | Таблица исполнителей и инструментов |
|                                                                              | Дерек Шульман                       | Рэй Шульман                         | Кери Минниар                        | Гэри Грин                           | Фил Шульман                         | Джон Уэзерс                         |                                     |
| ---------------------------------------------------------------------------- | ----------------------------------- | ----------------------------------- | ----------------------------------- | ----------------------------------- | ----------------------------------- | ----------------------------------- | ----------------------------------- |
| Вокал                                                                        | ✓                                   | ✓                                   | ✓                                   | ✓                                   | ✓                                   | ✓                                   | 6                                   |
| Гитары                                                                       |                                     | ✓                                   | ✓                                   | ✓                                   |                                     | ✓                                   | 4                                   |
| Мандолина                                                                    |                                     |                                     |                                     | ✓                                   |                                     |                                     | 1                                   |
| Бас-гитара                                                                   | ✓                                   | ✓                                   | ✓                                   | ✓                                   |                                     |                                     | 4                                   |
| Клавишные                                                                    | ✓                                   |                                     | ✓                                   |                                     | ✓                                   |                                     | 3                                   |
| Барабаны                                                                     | ✓                                   | ✓                                   | ✓                                   | ✓                                   |                                     | ✓                                   | 5                                   |
| Перкуссия                                                                    | ✓                                   | ✓                                   | ✓                                   | ✓                                   | ✓                                   | ✓                                   | 6                                   |
| Глокеншпиль                                                                  |                                     |                                     | ✓                                   | ✓                                   |                                     | ✓                                   | 3                                   |
| Ксилофон                                                                     |                                     |                                     | ✓                                   |                                     |                                     | ✓                                   | 2                                   |
| Вибрафон                                                                     |                                     |                                     | ✓                                   |                                     |                                     | ✓                                   | 2                                   |
| Маримба                                                                      |                                     |                                     | ✓                                   |                                     |                                     |                                     | 1                                   |
| Терменвокс                                                                   |                                     |                                     | ✓                                   |                                     |                                     |                                     | 1                                   |
| Труба                                                                        |                                     | ✓                                   |                                     |                                     | ✓                                   |                                     | 2                                   |
| Мелофон                                                                      |                                     |                                     |                                     |                                     | ✓                                   |                                     | 1                                   |
| Сопрано-саксофон                                                             | ✓                                   |                                     |                                     |                                     |                                     |                                     | 1                                   |
| Альт-саксофон                                                                | ✓                                   |                                     |                                     |                                     | ✓                                   |                                     | 2                                   |
| Тенор-саксофон                                                               | ✓                                   |                                     |                                     |                                     | ✓                                   |                                     | 2                                   |
| Баритон-саксофон                                                             |                                     |                                     |                                     |                                     | ✓                                   |                                     | 1                                   |
| Кларнет                                                                      |                                     |                                     |                                     |                                     | ✓                                   |                                     | 1                                   |
| Блокфлейта                                                                   | ✓                                   | ✓                                   | ✓                                   | ✓                                   | ✓                                   |                                     | 5                                   |
| Скрипка                                                                      |                                     | ✓                                   |                                     |                                     |                                     |                                     | 1                                   |
| Виола                                                                        |                                     | ✓                                   |                                     |                                     |                                     |                                     | 1                                   |
| Виолончель                                                                   |                                     |                                     | ✓                                   |                                     |                                     |                                     | 1                                   |
|                                                                              | 9                                   | 9                                   | 13                                  | 8                                   | 10                                  | 7                                   | 56                                  |
| В таблице не показаны: Мартин Смит, Малкольм Мортимор — барабаны, перкуссия. |                                     |                                     |                                     |                                     |                                     |                                     |                                     |

## Дискография

### Первоначальная хронология альбомов
- Gentle Giant (1970, студийный, Vertigo)
- Acquiring the Taste (1971, студийный, Vertigo)
- Three Friends (1972, студийный, Vertigo)
- Octopus (1972, студийный, Vertigo)
- In a Glass House (1973, студийный, Vertigo)
- The Power and the Glory (1974, студийный, Vertigo)
- Free Hand (1975, студийный, Chrysalis)
- Interview (1976, студийный, Chrysalis)
- Playing the Fool (1977, концертный, двойной, Chrysalis)
- The Missing Piece (1977, студийный, Chrysalis)
- Giant for a Day (1978, студийный, Chrysalis)
- Civilian (1980, студийный, Chrysalis)

### Видео
- Giant on the Box (DVD) (2005)
- GG at the GG (DVD) (2006)

### Боксовые сборники
- Under Construction (1997)
- Scraping the Barrel (2004)